# Lina Šaltytė
Lina Šaltytė (ur. 9 lutego 1987) – litewska wioślarka.

## Osiągnięcia
- Mistrzostwa Świata – Monachium 2007 – czwórka podwójna – 12. miejsce[1].
- Mistrzostwa Europy – Poznań 2007 – jedynka – 11. miejsce[1].
- Mistrzostwa Europy – Ateny 2008 – dwójka podwójna – 8. miejsce[1].
- Mistrzostwa Europy – Ateny 2008 – czwórka podwójna – 6. miejsce[1].
- Mistrzostwa Świata – Poznań 2009 – dwójka podwójna – 13. miejsce[1].
- Mistrzostwa Europy – Brześć 2009 – dwójka podwójna – 8. miejsce[1].
- Mistrzostwa Europy – Montemor-o-Velho 2010 – dwójka podwójna – 9. miejsce[1].